# Egzekucje pod Olsztynem i Apolonką (1940)

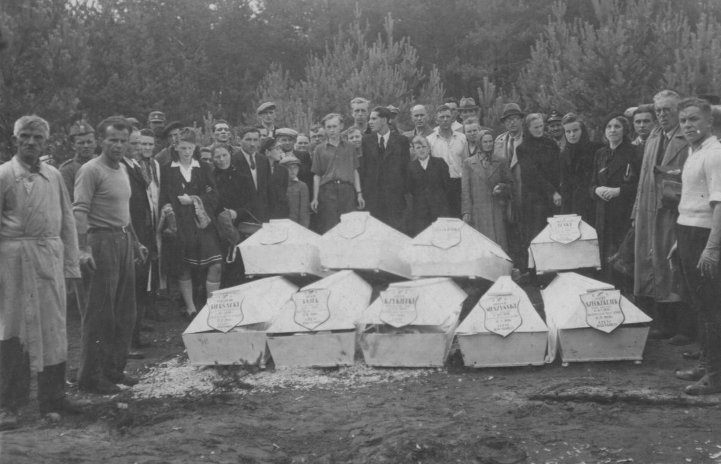
Ekshumacja na miejscu straceń pod Apolonką. Czerwiec 1946

Egzekucje pod Olsztynem i Apolonką (1940) – zbiorowe egzekucje obywateli polskich przeprowadzane przez okupantów niemieckich latem 1940 roku w okolicach miejscowości Olsztyn i Apolonka nieopodal Częstochowy.
Między 28 czerwca a 13 sierpnia 1940 roku Niemcy przeprowadzili trzy zbiorowe egzekucje w pobliżu Olsztyna oraz trzy kolejne pod Apolonką. Z rąk funkcjonariuszy 7. batalionu policji zginęło wówczas 87 osób. W gronie ofiar znalazło się wielu przedstawicieli polskiej elity społecznej i intelektualnej z Częstochowy i Radomska, aresztowanych w ramach tzw. Akcji AB.

## Częstochowa pod okupacją niemiecką
Już w pierwszych dniach okupacji Niemcy zastosowali silne represje wobec cywilnej ludności Częstochowy. 4 września, dzień po wkroczeniu do miasta oddziałów Wehrmachtu, w kilku punktach Częstochowy wybuchły chaotyczne strzelaniny, spowodowane najprawdopodobniej niedoświadczeniem i nerwowością niemieckich rekrutów. Winą za te wypadki Niemcy obarczyli jednak ludność Częstochowy i przystąpili do zakrojonej na szeroką skalę akcji pacyfikacyjnej, w wyniku której poniosło śmierć od 227 do 500 Polaków i Żydów. W kolejnych dniach miały miejsce liczne aresztowania i egzekucje, których ofiarą padały osoby oskarżane o naruszenie rozmaitych zarządzeń okupanta. Z kolei 10 września Niemcy zatrzymali w Częstochowie kilkuset mężczyzn narodowości polskiej i żydowskiej, których po pewnym czasie wywieźli do „obozów dla jeńców cywilnych” znajdujących się na terenie Niemiec.
W okupowanym mieście szybko zainstalowały się struktury niemieckich władz państwowych i policyjnych. Początkowo stanowisko komisarycznego burmistrza Częstochowy piastował miejscowy volksdeutsch Paul Boehlke, którego niebawem zastąpił kreisleiter NSDAP z Opola – Drohberg. W październiku 1939 miasto zostało włączone w skład nowo utworzonego Generalnego Gubernatorstwa (dystrykt radomski, powiat radomszczański). Funkcję stadthauptmanna objął wówczas dr Richard Wendler. Miejscową placówką SD i policji bezpieczeństwa kierował SS-Hauptsturmführer Adolf Feucht, a funkcję jego zastępcy pełnił Paul Press.
W pierwszych latach okupacji niemiecki terror był wymierzony przede wszystkim w przedstawicieli polskiej elity społecznej i intelektualnej. Zgodnie z rasistowskim stereotypem Polaka, panującym w III Rzeszy, nazistowscy przywódcy wierzyli, że świadomość narodową posiada tylko polska inteligencja, natomiast lud zajmuje się troską o codzienny byt i jest mu obojętny los państwa. Z tego powodu zakładano, że eksterminacja tzw. warstwy przywódczej pozwoli zniszczyć polską tożsamość narodową i w konsekwencji przekształci polskie społeczeństwo w bierną amorficzną masę, służącą w najlepszym razie jako niewykwalifikowana siła robocza dla III Rzeszy. W ramach tzw. „Akcji Inteligencja” (Intelligenzaktion), prowadzonej na okupowanych ziemiach polskich między wrześniem 1939 a wiosną 1940, Niemcy zamordowali co najmniej 100 000 obywateli polskich. Najwięcej ofiar pochłonęła akcja eksterminacyjna prowadzona na ziemiach wcielonych do Rzeszy (Pomorze, Wielkopolska, Górny Śląsk).
Masowe represje wobec polskiej inteligencji miały także miejsce na terytorium Generalnego Gubernatorstwa. W Częstochowie największa tego typu akcja (nazwana później przez polskich historyków „Akcją specjalną”) została przeprowadzona między 9 a 11 listopada 1939 roku. Niemcy aresztowali wówczas ok. 60 osób – m.in. przedwojennego prezydenta Częstochowy Jana Szczodrowskiego, wielu znanych w mieście działaczy społecznych i politycznych, a także licznych nauczycieli, studentów, związkowców i urzędników. Zatrzymane osoby osadzono w więzieniu na Zawodziu i poddano intensywnemu śledztwu. Niemcy starali się w szczególności uzyskać jak najwięcej informacji nt. przedwojennej działalności, struktur i składu osobowego rozmaitych polskich organizacji, związków, stowarzyszeń i instytucji. 24 grudnia 1939 wszyscy Polacy zatrzymani w trakcie Sonderaktion zostali zwolnieni do domów. W późniejszym okresie niektórzy z nich zostali jednak ponownie aresztowani. „Akcja specjalna” pomogła Niemcom spenetrować polskie środowiska w Częstochowie, a zdobyte wówczas informacje zostały wykorzystane podczas kolejnych akcji represyjnych.

## Początek Akcji AB w Częstochowie i Radomsku
Wiosną 1940 roku Niemcy zorientowali się, że mimo intensywnych działań eksterminacyjnych prowadzonych we wszystkich dystryktach Generalnego Gubernatorstwa, społeczeństwo polskie otrząsnęło się z szoku po klęsce wrześniowej, a ruch oporu intensyfikuje swoją działalność. Rozpoczęcie niemieckiej ofensywy na Zachodzie odwróciło uwagę światowej opinii publicznej od wydarzeń w Polsce, stąd władze Generalnego Gubernatorstwa postanowiły wykorzystać tę okoliczność do przeprowadzenia zakrojonej na szeroką skalę akcji eksterminacyjnej – ponownie wymierzonej w polską inteligencję i elity społeczne. 16 maja 1940 miała miejsce w Krakowie konferencja w sprawie „nadzwyczajnych posunięć koniecznych dla zabezpieczenia spokoju i porządku w Generalnym Gubernatorstwie”, w trakcie której generalny gubernator Hans Frank zlecił SS-Brigadeführerowi Bruno Streckenbachowi, dowódcy SD i policji bezpieczeństwa w Generalnym Gubernatorstwie, przeprowadzenie „nadzwyczajnej akcji pacyfikacyjnej” (niem. Außerordentliche Befriedungsaktion – AB). Podczas kolejnej konferencji, która miała miejsce w dniu 30 maja 1940, Frank doprecyzował, że celem Akcji AB będzie „przyspieszona likwidacja znajdującej się w naszych rękach większości buntowniczych polityków, głoszących opór i innych osobników politycznie podejrzanych, jak również równoczesne położenie kresu tradycyjnej polskiej przestępczości”. Postanowiono, że aresztowanych nie należy kierować do obozów koncentracyjnych, lecz „likwidować na miejscu w najprostszy sposób”. Streckenbach przewidywał, że w ramach Akcji AB zamordowanych zostanie co najmniej 3500 osób uznawanych za „kwiat polskiej inteligencji i ruchu oporu” oraz kilka tysięcy przestępców kryminalnych.
W Częstochowie pierwsze aresztowania związane z Akcją AB miały miejsce w nocy z 29 na 30 marca 1940. Zatrzymano wówczas co najmniej 42 osoby, w tym Ryszarda Schmidta (działacza politycznego i społecznego, komendanta lokalnych struktur podziemnej Organizacji Wojskowej), Leona Rzykieckiego (dyrektora Szkoły Handlowej w Częstochowie), Dominika Zbierskiego (dyrektora częstochowskiego gimnazjum), Wojciecha Felisiaka (kierownika szkoły powszechnej), Mieczysława Izarda i Jerzego Głowackiego (nauczycieli w Szkole Handlowej), Antoniego Gmachowskiego (księgarza i wydawcę), Ferdynanda Szmidlę (prezesa Związku Byłych Więźniów Politycznych), a także licznych uczniów, maturzystów i studentów. Aresztantów umieszczono początkowo w lokalu dawnego Stowarzyszenia Właścicieli Nieruchomości skąd byli przewożeni na przesłuchania do siedziby Gestapo przy ul. Kilińskiego 10. Szczególnie ciężkim torturom poddano Ryszarda Schmidta. Po pewnym czasie Niemcy zwolnili niektórych więźniów, lecz niespełna dwa miesiące później owe osoby zostały ponownie zatrzymane.
Kolejna obława rozpoczęła się w nocy z 3 na 4 czerwca 1940 i trwała przez cały następny dzień. Niemcy ujęli wówczas ok. 50 osób. Aresztowani zostali m.in.: 67-letni Stanisław Nowak (były wiceprezydent Częstochowy, lekarz medycyny), Józef Chwastowski (kierownik szkoły powszechnej), Stanisław Gawroński (adwokat), Tadeusz Plebanek (adwokat), Piotr Kozerski (magister farmacji), Ludwik Morawski (kupiec), Władysław Golnik (kupiec) i Marian Lewandowski (kupiec). W trakcie obławy zatrzymano także grupę byłych członków POW. 12 czerwca miały miejsce kolejne aresztowania. Niemcy ujęli wówczas ok. 20 osób – przede wszystkim urzędników oraz przedstawicieli wolnych zawodów. W gronie zatrzymanych znalazło się dwóch Żydów. Aresztowane osoby zostały poddane brutalnym przesłuchaniom. W odróżnieniu od wcześniejszych akcji Niemcy działali jednak pośpiesznie i nie prowadzili długotrwałych śledztw.
W pobliskim Radomsku pierwsze aresztowania nastąpiły już 10 marca 1940 (ujęto wówczas m.in. nauczyciela gimnazjum, Antoniego Szwedowskiego). 27 kwietnia Niemcy przeprowadzili wielką obławę, w trakcie której zatrzymali ok. 60 osób, w tym 10 kobiet. Aresztantów osadzono w celach miejscowego aresztu przy ul. Narutowicza 1. Rankiem 25 maja grupę więźniów z Radomska, liczącą 11 osób, przewieziono do częstochowskiego więzienia na Zawodziu. Dwa dni później aresztowano w Radomsku sześć osób znanych przed wojną z aktywności społecznej.
Na początku czerwca w Radomsku miała miejsce kolejna obława. Niemcy zatrzymali wówczas 32 osoby, w tym Juliusza Surmackiego (nauczyciela gimnazjalnego), Eugeniusza Mazura (nauczyciela szkoły powszechnej) i Zdzisława Rudowskiego (redaktora „Gazety Radomszczańskiej”). W dniu 4 czerwca wszystkich aresztantów przewieziono do częstochowskiego więzienia na Zawodziu. Już 11 czerwca na Radomsko i okoliczne miejscowości spadła jednak kolejna fala aresztowań. Tego dnia policja bezpieczeństwa zatrzymała kilkanaście osób, w tym Władysława Jabłońskiego (inspektora szkolnego), trzech kierowników szkół (Wacława Bładę, Władysława Borczyka i Franciszka Kulikiewicza), a także licznych nauczycieli, kupców i urzędników. Nazajutrz aresztantów przewieziono do Częstochowy. Łącznie w czerwcu 1940 roku Niemcy aresztowali w Radomsku i okolicznych miejscowościach 53 osoby.

## Przebieg akcji eksterminacyjnej
Większość więźniów aresztowanych w ramach Akcji AB deportowano do obozów koncentracyjnych. 16 lipca 1940 roku grupa 50 mężczyzn przetrzymywanych w więzieniu na Zawodziu została dołączona do wielkiego transportu (ponad 1000 osób), który odszedł z dystryktu radomskiego do KL Sachsenhausen. Z kolei 20 sierpnia w ramach kolejnego wielkiego transportu wywieziono z częstochowskiego więzienia 157 mężczyzn i 20 kobiet. Mężczyźni – więźniowie polityczni, pospolici przestępcy, duża grupa Żydów – zostali deportowani do KL Buchenwald. Kobiety, w tym sześć więźniarek politycznych, trafiły do żeńskiego obozu koncentracyjnego Ravensbrück.
Część więźniów została poddana eksterminacji bezpośredniej. Niemcy postanowili przy tym zlikwidować nie tylko osoby aresztowane w czasie Akcji AB, lecz również Polaków przetrzymywanych od dłuższego czasu w celach więzienia na Zawodziu. Wielu więźniów zostało zamordowanych na podstawie wyroków policyjnego sądu doraźnego (niem. Standgericht), któremu przewodniczył SS-Sturmbannführer Fritz Liphardt – komendant SD i policji bezpieczeństwa na dystrykt radomski. Posiedzenie „sądu” miało miejsce m.in. 9 czerwca 1940 w siedzibie częstochowskiego Gestapo. Standgericht rozpatrzył tego dnia 51 spraw, w większości wypadków dotyczących osób aresztowanych w dniach 3–4 czerwca (osoby zatrzymane w poprzednich akcjach zostały już wcześniej „osądzone”).
Postępowania przed policyjnym sądem doraźnym stanowiły tylko pozory procesu sądowego, gdyż były przeprowadzane w trybie maksymalnie uproszczonym i przyspieszonym. Polaków doprowadzonych z więzienia na Zawodziu stawiano przed obliczem sądu, zadawano pytanie o przyznanie się do winy (bez przedstawienia jakichkolwiek oskarżeń) lub przeprowadzano pobieżne przesłuchanie, po czym bez komentarza wyprowadzano z pomieszczenia. Wyroki Standgerichtu były zazwyczaj oparte na końcowych sprawozdaniach z przesłuchań więźniów, sporządzanych przez pracownika częstochowskiego Gestapo, SS-Hauptscharführera Wilhelma Laubnera. W pisemnych uzasadnieniach wyroków nie ukrywano, że mają one niewiele wspólnego z rzeczywistymi czynami oskarżonych. Dla przykładu w uzasadnieniu dla wyroku śmierci wydanego na dr. Stanisława Nowaka (byłego wiceprezydenta Częstochowy) zapisano: „istniało podejrzenie, iż Nowak wiedział przynajmniej o istnieniu tajnej organizacji (…). Nowak zaprzecza temu, iż stykał się z osobami, które dążą do wskrzeszenia Polski przy użyciu przemocy. Można jednak przyjąć za pewne, że z uwagi na to, iż 38 lat jest czołową osobistością w Częstochowie, również obecnie należy w nim widzieć wyraziciela polskiego sposobu myślenia. W interesie pacyfikacji politycznej unieszkodliwienie Nowaka jest konieczne”. W analogiczny sposób umotywowano wyroki śmierci wydane na adwokata Tadeusza Plebanka i dyrektora częstochowskiego gimnazjum, Dominika Zbierskiego.

### Egzekucje pod Olsztynem
Skazańcy byli zazwyczaj rozstrzeliwani w potajemnych egzekucjach pod Częstochową. Początkowo na miejsce straceń Niemcy wybrali niewielki parów w pobliżu miejscowości Olsztyn, położony w odległości ok. 500 metrów od miejscowego cmentarza (na granicy lasu). Parów ten był wykorzystywany jako miejsce egzekucji także w czasach carskich, stąd miejscowa ludność zwała go „szubiennicą”.
Wieczorem 28 czerwca 1940 Niemcy wyprowadzili 15 osób z cel częstochowskiego więzienia. Na podwórzu odczytano więźniom wyrok śmierci, po czym załadowano ich na krytą brezentem ciężarówkę. Po dotarciu konwoju na miejsce kaźni, Michał Dzieżgwa, mistrz rzeźniczy z Radomska, zdołał wyrwać się strażnikom i uciec do pobliskiego lasu. Dzięki jego zeznaniom było możliwe odtworzenie modus operandi katów. Z relacji Dzieżgwy wynika, że skazańcom zawiązywano oczy, zabierano z samochodów grupami po pięć osób, a następnie rozstrzeliwano nad uprzednio wykopanymi grobami. Podczas tejże egzekucji w Olsztynie zginęło 10 mieszkańców Radomska (m.in. kupiec Tadeusz Gomuliński, aptekarz Stanisław Zbieć oraz współwłaściciel odlewni żelaza, Jan Łatacz), jeden mieszkaniec Częstochowy, jeden mieszkaniec Przyrowa oraz dwóch byłych powstańców śląskich z Lublińca (Paweł Golaś i Wilhelm Jaksik). W skład plutonu egzekucyjnego wchodzili funkcjonariusze niemieckiego 7. batalionu policji, dowodzeni przez kapitana Borksena.
Kolejna zbiorowa egzekucja pod Olsztynem miała miejsce 29 czerwca w godzinach wieczornych. Niemieccy policjanci rozstrzelali wówczas 15 osób, w tym grupę siedmiu harcerzy z częstochowskiej dzielnicy Raków, aresztowanych pod koniec lutego 1940 roku. W gronie ofiar znaleźli się także: Jan Lange (dyrektor teatru z Poznania), Stefan Wojteczek (przodownik Straży Więziennej), Kazimierz Jaszczuk (jubiler) oraz kupiec Wincenty Guźla wraz z synem Tadeuszem.
Ostatnia egzekucja w Olsztynie, której ofiarą padli Polacy aresztowani podczas Akcji AB, miała miejsce 1 lipca 1940. Tego dnia rozstrzelano tam 15 skazańców przywiezionych z więzienia w Częstochowie. W gronie zamordowanych znaleźli się m.in. Stanisław Gawroński (adwokat), Stanisław Mianowski (inżynier), Zdzisław Czerwiński (malarz), farmaceuta Piotr Kozerski wraz z synem Janem Leszkiem (aplikantem sądowym), a także pięciu funkcjonariuszy przedwojennej Policji Państwowej.
W późniejszych latach Niemcy nadal przeprowadzali potajemne egzekucje w pobliżu Olsztyna. Rozstrzeliwano tam przede wszystkim sowieckich jeńców wojennych z częstochowskiego Stalagu 367. Ponadto jesienią 1944 roku Niemcy stracili pod Olsztynem wziętych do niewoli partyzantów z 3 Brygady AL im. Generała Bema. Liczba ofiar niemieckiego terroru pogrzebanych w Olsztynie oceniana jest na 1968.

### Egzekucje pod Apolonką
28 czerwca żona jednego z więźniów, Jadwiga Flakowa, udała się rowerem w ślad za niemieckim konwojem zmierzającym do Olsztyna. Usłyszała dochodzące z parowu wystrzały, a po odjeździe Niemców udała się na miejsce kaźni, gdzie odnalazła ślady egzekucji. W rezultacie już na początku lipca mieszkańcy Częstochowy byli świadomi, iż pod Olsztynem mordowani są polscy więźniowie polityczni przywożeni z więzienia na Zawodziu. Niemcy dążąc do utrzymania egzekucji w tajemnicy postanowili więc znaleźć nowe miejsce straceń.
Wybór okupanta padł na świerkowy las w pobliżu wsi Apolonka pod Janowem. 3 lipca we wczesnych godzinach porannych rozstrzelano tam pierwszą grupę więźniów przywiezionych z Częstochowy, liczącą 15 osób. W gronie zamordowanych znalazł się m.in. dr Stanisław Nowak, mec. Tadeusz Plebanek, Dominik Zbierski, Józef Chwastowski (kierownik szkoły), czterech kupców oraz dwóch urzędników.
Kolejna zbiorowa egzekucja pod Apolonką miała miejsce już następnego dnia. Funkcjonariusze 7. batalionu policji rozstrzelali wówczas 13 osób, w tym pięć kobiet oraz sześciu więźniów kryminalnych. W gronie ofiar znalazły się m.in. trzy siostry Glińskie (Janina, Serafina, Irena), zamordowane z powodu odmowy zdradzenia miejsca pobytu swych braci, poszukiwanych przez gestapo.
Ostatnia egzekucja pod Apolonką miała miejsce 13 sierpnia 1940. Niemcy rozstrzelali wówczas 15 osób, w tym Leona Rzykieckiego (dyrektora Szkoły Handlowej), Mieczysława Izarda (nauczyciela w tej szkole), Ryszarda Schmidta, a także 10 uczniów i maturzystów.

## Ofiary i ich upamiętnienie
Latem 1940 roku w sześciu egzekucjach w rejonie Olsztyna i Apolonki funkcjonariusze niemieckiego 7. batalionu policji zamordowali 87 osób. Polacy aresztowani w ramach „Nadzwyczajnej Akcji Pacyfikacyjnej” byli także rozstrzeliwani na podwórzu częstochowskiego więzienia. W dniu 16 września 1940 stracono tam studenta Longina Strzeleckiego. Z kolei 25 września na więziennym podwórzu rozstrzelano leśniczego Bronisława Olszewskiego wraz z córką Lucyną, Wincentego Czechowskiego (gajowego) oraz Jerzego Głowackiego (nauczyciela Szkoły Handlowej). W ten sposób liczba mieszkańców Ziemi Częstochowskiej i Radomszczańskiej zamordowanych w ramach Akcji AB sięgnęła 92 osób. Najmłodsza ofiara liczyła 17 lat, najstarsza – 66.
W lipcu i sierpniu 1940 władze niemieckie przekazały rodzinom rozstrzelanych urzędowe zawiadomienia o śmierci bliskich.
W czerwcu 1946 roku władze polskie przeprowadziły prace ekshumacyjno-śledcze na miejscu straceń pod Apolonką. W grudniu 1946 roku analogiczne prace miały miejsce pod Olsztynem. Odnalezione szczątki ofiar niemieckiego terroru zostały pochowane na cmentarzu Kule w Częstochowie (kwatera wojenna). Z kolei 12 października 1967 na cmentarzu w Olsztynie został odsłonięty pomnik ku czci zamordowanych.

## Odpowiedzialność sprawców
Odpowiedzialność za działania prowadzone wiosną i latem 1940 roku przez niemiecki aparat bezpieczeństwa w dystrykcie radomskim – a więc również za egzekucje w Olsztynie i Apolonce – spada w pierwszym rzędzie na ówczesnego gubernatora dystryktu, Karla Lascha, oraz ówczesnego Dowódcę SS i Policji w dystrykcie radomskim – SS-Oberführera Fritza Katzmanna. Lasch zmarł w niejasnych okolicznościach w czerwcu 1942 roku. Katzmann do swojej śmierci w 1957 ukrywał się w zachodnioniemieckim Darmstadt pod przybranym nazwiskiem.
Szczególną rolę podczas akcji eksterminacyjnej odgrywał jednak podległy im SS-Sturmbannführer Fritz Liphardt, który jako miejscowy komendant SD i policji bezpieczeństwa odpowiadał za realizację Akcji AB na obszarze dystryktu radomskiego oraz przewodniczył policyjnemu sądowi doraźnemu, wydającemu wyroki śmierci na polskich więźniów politycznych. 5 czerwca 1945 Liphardt został aresztowany przez żołnierzy brytyjskich, a następnie wydany władzom polskim. Popełnił samobójstwo w maju 1947, wkrótce po swojej ekstradycji do Polski.
Po wojnie osądzono kilku niższych rangą funkcjonariuszy częstochowskiego Gestapo. SS-Hauptscharführer Wilhelm Laubner został skazany przez sąd okręgowy w Częstochowie na karę śmierci, zamienioną następnie w trybie łaski na karę dożywotniego pozbawienia wolności. Ten sam sąd skazał także na karę śmierci SS-Oberscharführera Franza Fikusa. Wyrok wykonano.